# Exabyte
Exabyte (EB) är en informationsenhet samt en multipel av byte. Namnet kommer av SI-prefixet exa (E), för en triljon, och byte (B).
Enheten används i två skilda betydelser:
- 1 000 000 000 000 000 000 (1018 = 10006) byte
- 1 152 921 504 606 847 000 (260 = 10246) byte

Enligt definition av SI och IEC motsvarar en exabyte det förstnämnda värdet, då det är överensstämmande med värdet av tidigare nämnt SI-prefix. Det vanligaste och allmänt accepterade värdet är dock det sistnämnda. För att minimera förvirring bland de två olika värdena kan dock det sistnämnda värdet definieras som en exbibyte (EiB).